# Istigobius rigilius
Istigobius rigilius és una espècie de peix de la família dels gòbids i de l'ordre dels perciformes.

## Morfologia
Els mascles poden assolir els 10 cm de longitud total.

## Distribució geogràfica
Es troba des de les Filipines i Indonèsia fins a Kiribati, Fidji, l'est de l'Índic, la Gran Barrera de Corall i les Illes Ryukyu.